# Nespresso

Logo negro de Nespresso.

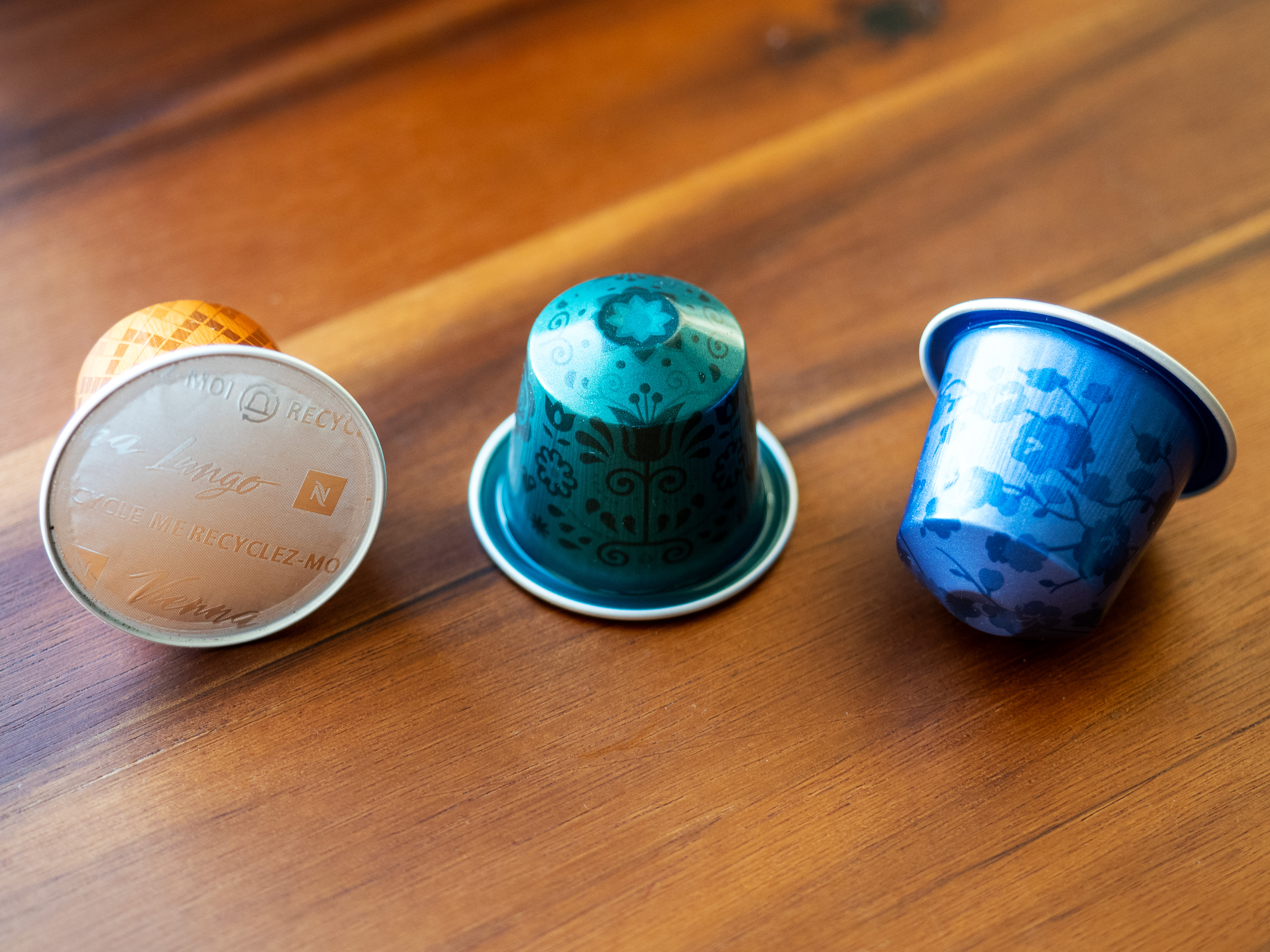
Las cápsulas de Nespresso.

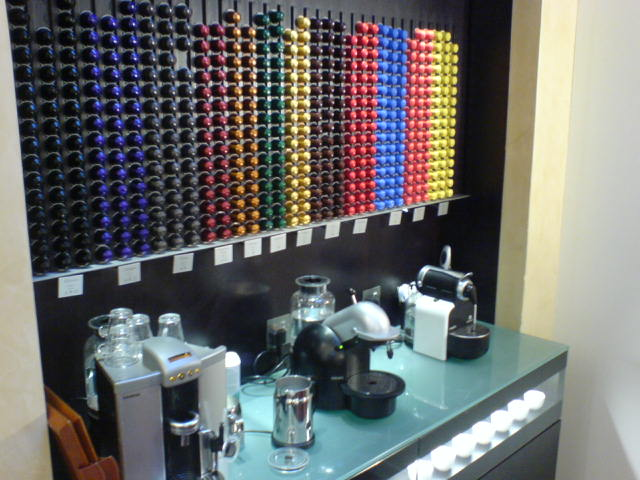
Interior de una tienda de Nespresso en Londres.

Nespresso es la compañía Nestlé Nespresso SA, perteneciente al Grupo Nestlé y con sede en Lausanne, Suiza. Su modelo de negocios está basado en la venta de máquinas Nespresso y cápsulas individuales de aluminio que contienen café molido para producir el café a partir del contenido de la cápsula. Nespresso cuenta con un modelo doméstico y un modelo especializado para clientes especiales como oficinas u hoteles.
Nespresso actualmente está presente en 60 países y cuenta con alrededor de 12,000 empleados a nivel mundial.

## Tecnología

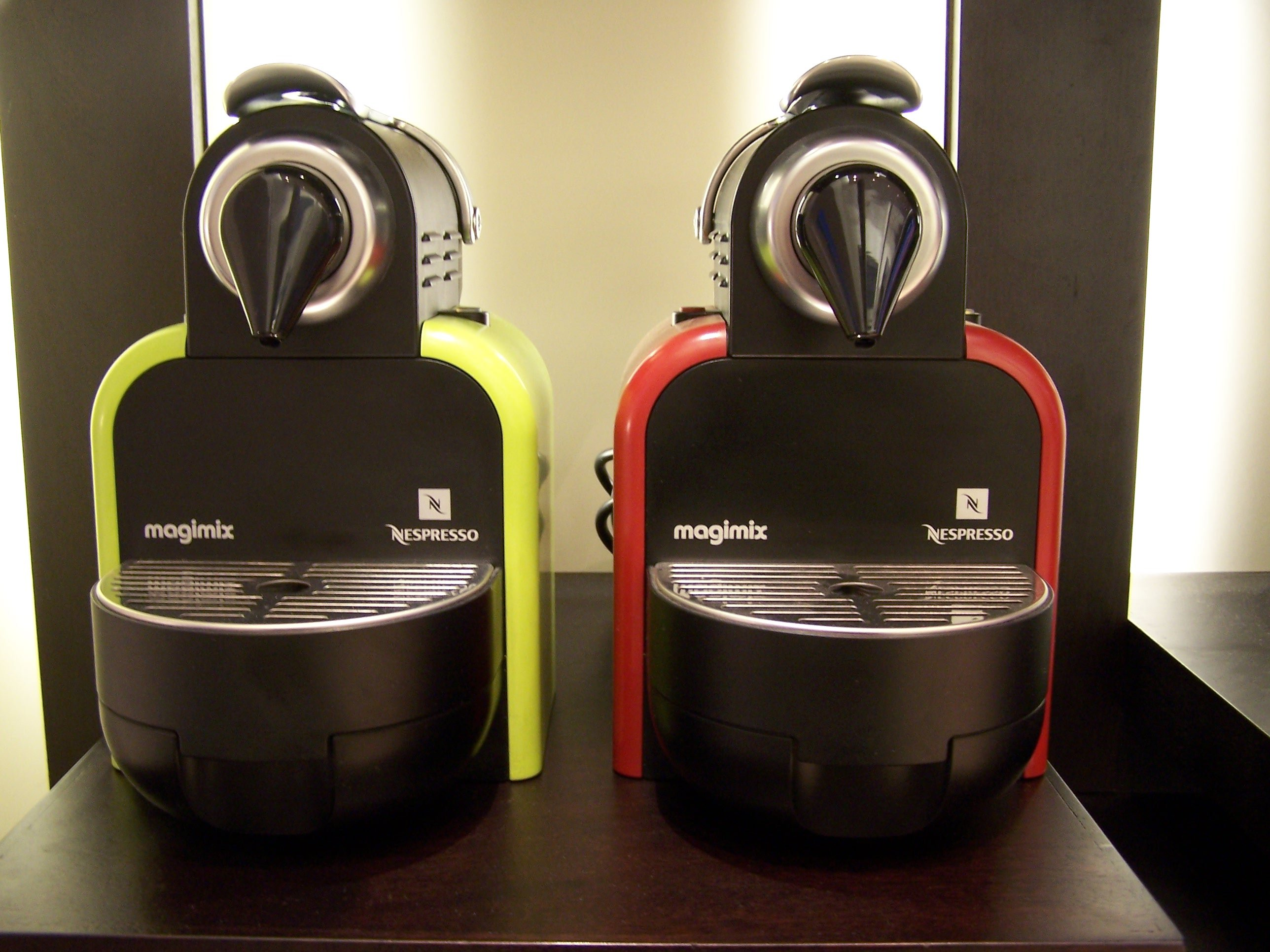
Dos cafeteras de Nespresso.

Las cápsulas de Nespresso están hechas con aluminio, con un pequeño film plastificado que limita el contacto entre el aluminio y el café. Están selladas herméticamente para evitar que se pierdan los aromas de los que dispone el café y que se van perdiendo una vez molido con el contacto con el aire y la luz. Cada cápsula tiene distintas mezclas dependiendo del modelo.
La base de la cápsula y los laterales están hechos con una cubierta de aluminio, mientras que la tapa tiene una fina hoja de aluminio. Cuando la cápsula se inserta en la máquina, la parte superior es agujereada. Una vez que se activa, la cafetera comienza a calentar agua que es enviada a la cápsula a una presión de 19 bares, y el café va a la taza. Las cápsulas son, por lo general, monodosis.
Actualmente la marca Nespresso maneja dos tecnologías, la denominada "clásica" que se caracteriza por un sistema de extracción a base de presión y otra línea llamada "Vertuo" que se caracteriza por una mayor variedad de porciones de café así como un sistema de extracción patentado llamado Centrifusión.

## Cápsulas compatibles, rellenables y reciclables
A pesar de que Nespresso es un sistema "cerrado", la multinacional de la alimentación Sara Lee tiene en el mercado desde 2010 cápsulas compatibles bajo su marca Marcilla, lo que ha llevado a ambas empresas a los tribunales en mercados como Francia. En 2011 las cápsulas de Marcilla se lanzaron en el mercado español, con distribución a gran escala en supermercados.
Existen varias marcas de cápsulas compatibles con la tecnología monodosis de Nespresso que pueden ser reutilizadas con café diferente al comercializado por la marca; asimismo, se pueden localizar páginas con tutoriales que explican cómo reutilizar las cápsulas originales con café distinto al de la marca.
Nespresso ha impulsado centros para dejar las cápsulas que luego pueden ser recicladas, según su sitio web oficial tiene en España más de 1600 centros de reciclaje.